# Papyrius nitidus
Papyrius nitidus é uma espécie de formiga do gênero Papyrius.